# Matt Ritchie
Matthew Thomas ("Matt") Ritchie (Portsmouth, 10 september 1989) is een Schots voetballer die meestal als rechtshalf speelt. Hij tekende in juli 2016 een contract tot medio 2021 bij Newcastle United, dat circa €14.300.000,- voor hem betaalde aan AFC Bournemouth. Ritchie debuteerde in 2015 in het Schots voetbalelftal.

## Clubcarrière
Ritchie stroomde door vanuit de jeugd van Portsmouth. Dat verhuurde hem tijdens het seizoen 2008/09 aan Dagenham & Redbridge. Hij debuteerde op 18 april 2010 voor Portsmouth in de Premier League, tegen Wigan Athletic. Dat verhuurde hem in september 2009 opnieuw, nu voor vier maanden aan Notts County en daarna aan Swindon Town. Die club nam Ritchie in januari 2011 definitief over van Portsmouth.
Ritchie tekende op 30 januari 2013 contract voor 3,5 jaar bij AFC Bournemouth. Hij debuteerde op 2 februari 2013 voor de club, tegen Milton Keynes Dons. Zijn eerste doelpunt voor Bournemouth volgde op 23 maart 2013, tegen Bury. Ritchie promoveerde aan het eind van het seizoen 2014/15 met AFC Bournemouth naar de Premier League. Het jaar erna speelde de club voor het eerst in de clubhistorie in de Premier League. Daarin eindigde Ritchie met zijn ploeggenoten op de zestiende plaats, twee plekken boven de degradatiestreep.
Ritchie tekende in juli 2016 een contract tot medio 2021 bij Newcastle United, dat in het voorgaande jaar was gedegradeerd naar de Championship. De club betaalde circa €14.300.000,- voor hem aan Bournemouth.

## Interlandcarrière
Ritchie werd geboren in Engeland, maar mag ook voor Schotland uitkomen omdat zijn vader Schots is. Op 16 maart 2015 werd hij opgeroepen voor een oefeninterland tegen Noord-Ierland en een EK-kwalificatiewedstrijd tegen Gibraltar. Op 25 maart 2015 debuteerde Ritchie voor Schotland, tegen Noord-Ierland. Hij speelde de volledige wedstrijd, die met 1-0 gewonnen werd door de Schotten. Christophe Berra maakte het enige doelpunt van de wedstrijd. Op 6 juni dat jaar scoorde hij zijn eerste interlanddoelpunt, tegen Qatar. Dit was ook het enige doelpunt van de wedstrijd.

## Erelijst
| Competitie            |              |              |              |              |
| Competitie            | Aantal       | Jaren        |              |              |
| Swindon Town          | Swindon Town | Swindon Town | Swindon Town | Swindon Town |
| --------------------- | ------------ | ------------ | ------------ | ------------ |
| Kampioen League Two   | 1×           | 2011/12      |              |              |
| AFC Bournemouth       |              |              |              |              |
| Kampioen Championship | 1×           | 2014/15      |              |              |